# ゴードン・グールド
ゴードン・グールド（Gordon Gould、1920年7月17日 - 2005年9月16日）は、アメリカの物理学者。しばしばレーザーの発明者とされる（セオドア・メイマンを発明者とすることもある）。レーザーとその関連技術の特許を取得するために米国特許商標庁と30年にわたり戦ったことで最も有名。さらに取得した特許を行使するためにレーザーの製造会社と法廷闘争を繰り広げた。

## 幼少期と教育
ニューヨーク市生まれ。3兄弟の長男であった。父親はScholastic Magazine Publicationsを創設し編集者を務めていた人物である。ニューヨークの小さな郊外であるスカーズデールで育ち、スカーズデール高校に通った。ユニオン大学で物理学の理学士号を取得し、Sigma Chi fraternityのメンバーとなった。イェール大学で光学と分光学を専攻し修士号を取得した。1944年3月から1945年1月までマンハッタン計画に関わったが、アメリカ共産党の一員として活動していたことから解雇された。1949年、コロンビア大学へ行き光学分光法およびマイクロ波分光法で博士研究を行った。博士号の指導教官はノーベル賞受賞者であるポリカプ・クッシュであり、グールドを指導し、光ポンピングの当時新しい技術の専門的技術を開発した。1956年、メーザーを励起するために光ポンピングを使うことを提案し、メーザーの発明者チャールズ・タウンズ（コロンビア大学の教授であり、のちにメーザーとレーザーの研究により1964年にノーベル賞を受賞する）とこの考えを議論した。タウンズはグールドへ彼の技術革新に関する特許を取得する方法についてアドバイスを与え、証人として行動することに同意した。

## レーザーの発明
1957年までにタウンズ含む多くの科学者が可視光のメーザーのような増幅を実現する方法を探していた。その年の11月、ファブリ・ペロー干渉計の形で2つのミラーを使うことで適切な光共振器を作ることができることを実現した。これまで考えられていた設計とは異なり、このアプローチは狭くコヒーレントで強いビームが得られる。空洞の側面は反射する必要がないため、利得媒質は必要な反転分布を得るために簡単に光学的に励起することができる。グールドは原子レベルの衝突による媒質のポンピングも検討し、このようなデバイスの多くの潜在的用途を予想した。
グールドは実験室のノートに、解析を記録し応用を提案し、"Some rough calculations on the feasibility of a LASER: Light Amplification by Stimulated Emission of Radiation"（LASER、誘導放出による光増幅放射の実現可能性に関するいくつかの大まかな計算）という題をつけた。これはLASERというアクロニムが初めて使われた記録である。グルードのノートは実現可能なレーザーを作るために最初に書かれた処方箋であり、手に持っていたものを実現し、この研究を公証してもらうために近所の店に持って行った。アーサー・ショーローとチャールズ・タウンズは独立にファブリ・ペロー空洞の重要性を発見し（約3か月後）、結果として提案したデバイスを「光メーザー」と呼んだ。このデバイスに対してグールドがつけたLASERという名称は1959年の学会発表で初めて一般に紹介され、ショーローらの抵抗があったが採用された。
グールドは、この発明の特許を取得することを強く望み、そのためには作動するレーザーを作る必要があると誤った考えを持っていたため、博士号を取得せずにコロンビア大学を去り、民間の研究会社TRG (Technical Research Group)に入った。彼は新しい雇用主を説得し研究を支援してもらい、皮肉にもチャールズ・タウンズの支援を得て国防高等研究計画局からプロジェクトの資金を得た。グールドにとっては不運なことに政府はこのプロジェクトを機密としたため、このプロジェクトに取り組むには機密取り扱い許可が必要となった。以前に共産主義活動に参加していたため、許可を得ることができなかった。TRGで働き続けたが、自分の考えを実現するためのプロジェクトに直接貢献することはできなかった。技術的な困難さとおそらくグールドが関わることができなかったために、TRGは初の動作するレーザーの作成のレースで、Hughes Research Laboratoriesのセオドア・メイマンに敗れた。

## 特許の戦い
この間、グールドとTRGはグールドが開発した技術の特許出願を始めた。1959年4月にともに出願された最初の1組は、ファブリ・ペロー光共振器を基にしたレーザーの他、光ポンピング、気体放電中の衝突によるポンピング（ヘリウムネオンレーザーのように）、光増幅器、Qスイッチ、光ヘテロダイン検波、偏光制御のためのブリュースター角窓の使用や、製造、化学反応のトリガー、距離の測定、通信、LIDARなどの応用までカバーしていた。ショーローとタウンズはすでに1958年7月にレーザーの特許を出願していた。この特許は1960年3月22日に付与された。グールドとTRGは、ショーローとタウンズの特許出願以前にレーザーを発明した証拠として1957年のノートを基に法的に異議を申し立てた（当時アメリカでは先発明主義が採られていた）。この異議が特許庁や裁判所で争われている間にベル研究所、Hughes Research Laboratories、ウェスティングハウスなどにより特定のレーザー技術についてさらなる出願がされた。グールドは、ノートにレーザー媒質の側壁が透明であることがはっきりと書かれていなかったことを主な理由として最終的にレーザーそれ自体に関する米国特許の戦いには敗れたが、それらを介して利得媒質をポンプすることを計画し、回折により側壁を介する光の損失を考えていた。また、グールドのTRGにおけるチームがレーザーを作ることができなかったことを考えると、グールドのノートがレーザーを構築するのに十分な情報を提供していたかどうかについても疑問が生じた Gould was able to obtain patents on the laser in several other countries, however, and he continued fighting for U.S. patents on specific laser technologies for many years afterward.。
1967年、TRGを去りPolytechnic Institute of Brooklyn（現在のNew York University Tandon School of Engineering）に教授として入った。ここにいる間に多くの新しいレーザー応用を提案し、研究所におけるレーザー研究のための政府の資金を調達した。
グールドの最初のレーザー特許は、レーザーを用いてX線を生成する不明瞭な出願をカバーするもので、1968年に与えられた。この技術はほとんど価値がなかったが、それまで秘密にされてきた1959年の最初の出願で開示したものが全て含まれていた。これにより特許庁はグールドの出願中の特許と矛盾する特許を却下する余裕ができた。一方、重要な特許出願に関する特許審理、裁判、上訴は続き、他の多くの発明家が様々なレーザー技術の優先権を主張しようとしていた。レーザーを発明した栄誉をどのように与えるという問題は、歴史家の間ではいまだに解決を見ていない。
1970年までにTRGはコントロール・データ・コーポレーションに買収され、そこはレーザーにほとんど興味がなく、その事業を処分した。グールドは自身の特許権を1000ドルと将来的利益の一部で買い戻すことができた。
1973年、Polytechnic Institute of Brooklynを離れ、光通信機器を作るメリーランド州Gaithersburgの会社Optelecomの設立を支援した。後に1985年にこの成功した会社を離れた。

## さらなる特許の戦い、発行特許の行使
グールドとその弁護士は、Optelecomを設立して間もなく特許戦の焦点を変えた。レーザー自体に関する多くの裁判で敗訴し上訴の選択肢がなくなっていたため、レーザーに不可欠な要素である「光増幅器」に焦点を当てることで多くの困難を回避できることに気づいた。この新たな戦略は上手くいき、1977年に光ポンピングレーザー増幅器をカバーするアメリカ合衆国特許第 4,053,845号を取得した。この時までに年間の売り上げが約4億ドルにまで成長していたレーザー業界は長年使用してきた技術のライセンス料を支払うことに反発し、この支払いを避けるために法廷で争った。
業界の反発を受けて、特許庁はグールドの他の出願中である特許の公開を止め、これがさらなる上訴や修正をもたらした。このような状況にも関わらず、グールドは1979年にアメリカ合衆国特許第 4,161,436号を取得した。この特許は材料の加熱・気化、溶接、穴あけ、切断、距離測定、通信システム、テレビ、写真複写機や他の光化学応用、レーザー核融合など様々なレーザー応用をカバーしている。業界はこの特許の支払いを避けんとする訴訟を起こした。また、1979年にグールドと彼の資金援助をしていた者たちは、特許権を保持しライセンスと権利行使を統御するためにPatleという会社を設立した。
レーザー業界は特許庁がグールドの残りの特許を発行できないようにするだけでなく、既に発行されている特許も取り消そうとしたため法的な争いが続いた。グールドと会社は法廷と特許庁のreview proceedingの両方で戦うことを余儀なくされた。グールドと彼の弁護士によると、特許庁はグールドがこれ以上特許を取得するのを妨げ、すでに付与された2つの特許を取り消そうとしているようであったという。
事態や1985年にようやく変わり始めた。何年もの法的手続きの後、ワシントンD.C.の連邦裁判所が特許庁へ衝突励起レーザー増幅器に関するグールドの特許を発行するように命じた。特許庁は上訴したが最終的にはアメリカ合衆国特許第 4,704,583号を発行しなくてはならなくなり、以前に発行されたグールドの特許を取り消そうとする企てを放棄した。ブリュースター角窓の特許は後にアメリカ合衆国特許第 4,746,201号として発行された。
特許庁の訴訟が終了し、グールドによる行使訴訟が続行された。最終的に1987年にPatlexはレーザーのメーカーであるControl Laser社を相手に初めて決定的勝訴を得た。Control Laserは損害賠償と技術のライセンスがなく破産するのではなく、取締役会は和解契約により同社の所有権をPatlexへ譲渡した。他のレーザーメーカーやユーザーはすぐに和解し、Patlexの条件でPatlexからライセンスを取得することに合意した。
グールドが自身の発明の権利を勝ち取るまでに要した30年間の特許戦争は、歴史上最も重要な特許戦争の1つとして知られるようになった。最終的にグールドは48件の特許を取得したが、その中でも光ポンピング、衝突励起や応用特許が最も重要であった。これらの技術は当時使われていたほとんどのレーザーをカバーしていた。例えば、最初に動作したレーザーであるルビーレーザーは光学的に励起されており、ヘリウムネオンレーザーは気体放電により励起されている。
先延ばしになり、その間にレーザーが多くの技術分野に広がったことで、特許の価値はグールドが最初に勝訴していた場合よりもずっと高くなった。裁判費用を工面するために収益の80%とサインしていたにも拘わらず、数百万ドルを得た。
連続して照射できる最初のレーザーを作ったチームの1人であるWilliam R. Bennettは、「私は彼がレーザー増幅器を作るという概念を合法的に持っていると思っていた。彼は私含むレーザーを作っている人々からロイヤリティを集めることができた」と話している。

## 殿堂への選出と死
実際のレーザーの発明におけるグールドの役割は何十年にもわたり議論されてきたが、1991年に全米発明家殿堂に選出された。
2005年9月16日に自然死した。彼が死ぬときにも、実際の発明におけるグールドの役割は科学界で議論され続けていた。論争とは離れるが、グールドはブリュースター角窓の特許が2005年5月に失効したときに「（特許の失効を）見届ける」という願いを実現していた。